# Йохан Георг III (Золмс-Барут)
Йохан Георг III фон Золмс-Барут (на немски: Johann Georg III zu Solms-Baruth; * 30 април 1630, Барут; † 12 януари 1690, Барут) е граф на Золмс-Барут.

## Произход
Той е най-малкият син на граф Йохан Георг II фон Золмс-Барут (1591 – 1632) и съпругата му графиня Анна Мария фон Ербах-Фюрстенау (1603 – 1663), дъщеря на граф Фридрих Магнус фон Ербах и графиня Йохана Хенриета фон Йотинген-Йотинген. Брат е на Йохан Август (1623 – 1680), граф на Золмс-Рьоделхайм-Асенхайм, Йохан Фридрих (1625 – 1696), граф на Золмс-Барут-Вилденфелс, и Фридрих Зигизмунд I (1627 – 1696), граф на Золмс-Барут.

## Фамилия
Първи брак: на 4 май 1675 г. в Радегаст с графиня Елеонора фон Беринген (* 16 май 1642, Вьорлиц; † 27 август 1677, Барут), внучка на княз Йохан Георг I фон Анхалт-Десау, дъщеря на принц Георг Ариберт фон Анхалт-Десау (1606 – 1643) и Йохана Елизабет фон Корсиг. Те нямат деца.
Втори брак: на 18 април 1688 г. в Зорау с Елеонора Ройс-Лобенщайн (* 7 септември 1661, Лобенщайн, † 18 август 1696, Барут), дъщеря на граф Хайнрих X Ройс-Лобенщайн (1621 – 1671) и Мария Сибила Ройс фон Обер-Грайц (1625 – 1675). Те имат един син:
- Йохан Георг (*/† 1690)